# Thairopora calcarata
Thairopora calcarata är en mossdjursart som beskrevs av Hayward och Ryland 1995. Thairopora calcarata ingår i släktet Thairopora och familjen Thalamoporellidae. Inga underarter finns listade i Catalogue of Life.